# Miguel Ángel Velasco (Schriftsteller)
Miguel Ángel Velasco (* 1963 in Palma; † 1. Oktober 2010 in Son Sardina) war ein spanischer Schriftsteller.
Velasco, der an der Universität Complutense Madrid Philosophie und Philologie studierte, wurde für sein Werk Las berlinas del sueño 1981 mit dem Premio Adonáis de Poesía ausgezeichnet. 2003 erhielt er für La miel salvaje den Premio Loewe de Poesía. Er starb am 1. Oktober 2010 im Alter von 47 Jahren in seinem Haus im Stadtviertel Son Sardina.

## Werke
- Sobre el silencio y otros llantos. 1979.
- Las berlinas del sueño. 1981.
- Pericoloso sporgersi. 1986.
- El sermón del fresno. 1995.
- Bosque adentro. 1997.
- El dibujo de la savia. 1998.
- La vida desatada. 2000.
- La miel salvaje. 2003.
- Fuego de rueda. 2006.
- La mirada sin dueño (Antología). 2008.
- Minutario del agua. 2008.
- Ánima de cañón. 2010.